# Körösbánya község
Körösbánya község (románul: Comuna Baia de Criș) község Hunyad megyében, Romániában. Központja Körösbánya, beosztott falvai Buha, Báldovin, Cebe, Karasztó, Karács, Lunka, Riska, Riskulica.

## Népessége
A 2011-es népszámlálás adatai alapján a község népessége 2611 fő volt.